# Lisice (rejon miński)
Lisice (biał. Лісіцы, ros. Лисицы) – wieś na Białorusi, w obwodzie mińskim, w rejonie mińskim, w sielsowiecie Łoszany.